# Asynapteron inca
Asynapteron inca là một loài bọ cánh cứng trong họ Cerambycidae.